# Frederic I de Württemberg
Frederic I (germană Friedrich I. Wilhelm Karl; 6 noiembrie 1754 – 30 octombrie 1816) a fost primul rege de Württemberg. A fost cunoscut pentru dimensiunea sa: 2,11 m și în jur de 200 de kg; era în contrast cu Napoleon, care l-a recunoscut ca rege de Württemberg.

## Biografie
Născut la Treptow, Frederic a fost fiul cel mare al Ducelui de Württemberg, Frederic Eugene și a Sophia Dorothea de Brandenburg-Schwedt. Tatăl lui Frederic a fost al treilea fiu al Ducelui de Württemberg, Karl Alexander și deci Frederic a fost nepotul de frate al Ducelui Karl Eugen. Cum nici Karl Eugen nici cel de-al doilea frate, Louis Eugene, nu au avut fiii, era de așteptat ca într-o zi Frederic să moștenească ducatul.
Sora mai mică a lui Frederic, Sophie, s-a căsătorit cu Țareviciul Pavel, viitorul împărat al Rusiei în 1776. Câțiva ani mai târziu, Frederic și-a urmat sora în Rusia. Împărăteasa Ecaterina a II-a l-a numit guvernator general al Finlandei de est. 
Frederic s-a căsătorit cu Ducesa Augusta de Brunswick-Wolfenbüttel la 15 octombrie 1780 la Braunschweig. Căsătoria nu a fost una fericită. Deși au avut patru copii, se zvonea că Frederic ar fi fost bisexual.

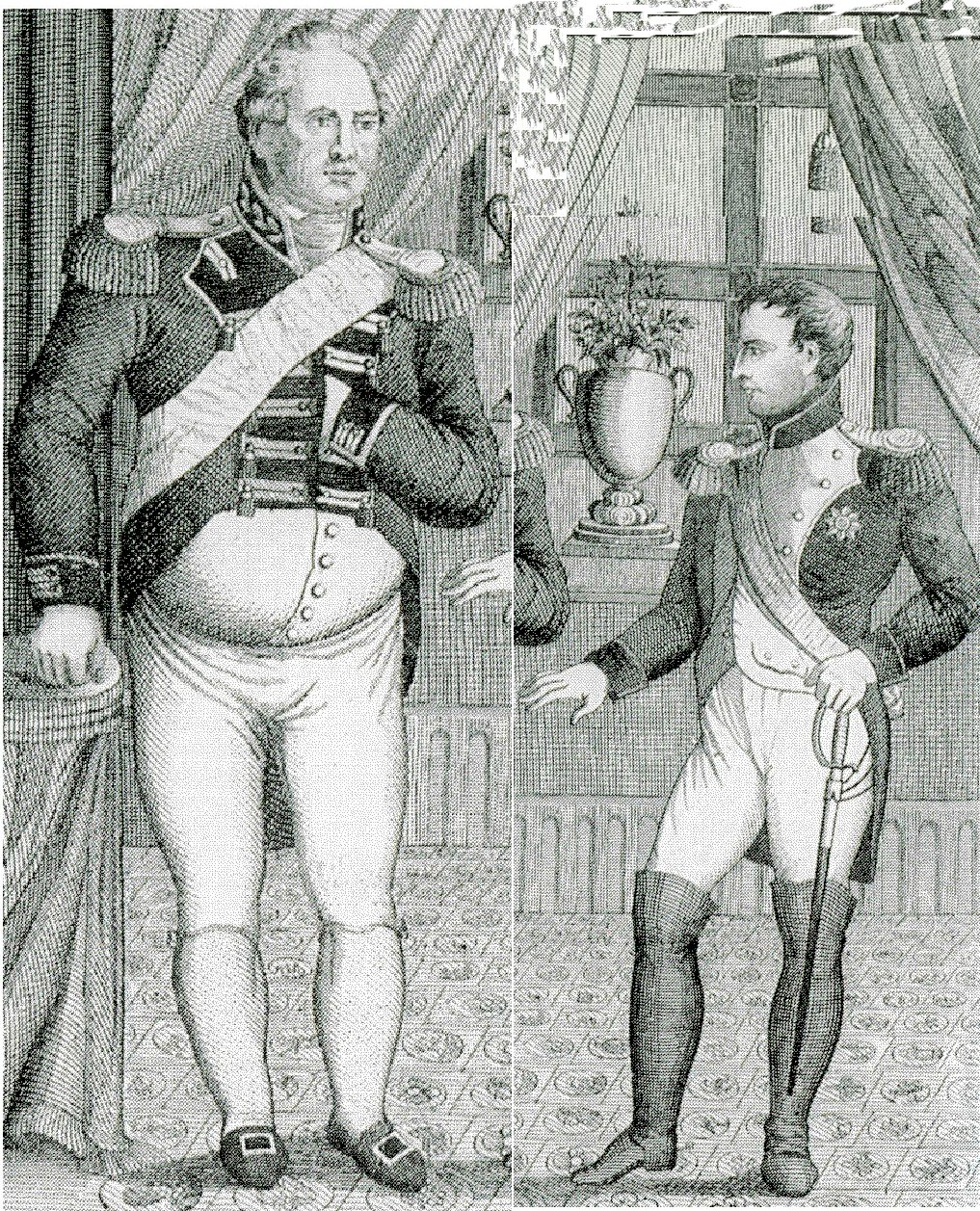
Comparație de înălțime între regele Frederic I de Württemberg (211 cm) și Napoleon (169 cm).

În 1788 Augusta a murit; nouă ani mai târziu, în 1797, Frederic s-a căsătorit cu Prințesa Charlotte, fiica regelui George al III-lea al Marii Britanii.
La 22 decembrie 1797, tatăl lui Frederic, care îi succedase fratelui său ca Duce de Württemberg cu doi mai înainte, a murit, iar Frederic a devenit Duce de Württemberg sub numele de Frederic al III-lea. În 1800, armata franceză a ocupat Württemberg iar Ducele și Ducesa au plecat la Viena. În 1801, Ducele Frederic a cedat enclava Montbéliard Republicii franceze și a primit în schimb Ellwangen doi ani mai târziu.
Frederic și-a asumat titlul de Prinț-Elector (Kurfürst) la 25 februarie 1803. În schimbul acordării unei forțe auxiliare mari Franței, Napoleon l-a recunoscut pe Elector ca Rege de Württemberg la 26 decembrie 1805. Frederic a devenit regele Frederic I și a fost încoronat la 1 ianuarie 1806 la Stuttgart. Curând după aceea, Württemberg s-a separat de Sfântul Imperiu Roman și s-a alăturat Confederației Rinului lui Napoleon. Ca simbol al alianței sale cu Napoleon, fiica lui Frederic, Catherine, s-a căsătorit cu fratele mai mic a lui Napoleon, Jerome.

Noua alianță a regelui cu Franța l-a transformat din punct de vedere tehnic în dușmanul socrului său George al III-lea. Totuși, legăturile dinastice ale regelui i-au permis să acționeze între Marea Britania și diferite puteri continentale.
În timpul Războiului de Eliberare din 1813, Frederic a trecut de partea Aliaților, unde poziția sa de cumnat al Prințului Regent britanic (mai târziu regele George al IV-lea) și de unchi al Țarului Alexandru I, l-a ajutat. După căderea lui Napoleon, Frederic a participat la Congresul de la Viena și a fost confirmat rege.
La Viena, Frederic și miniștrii săi au fost foarte interesați să se asigure că Württembergul va putea să rețină toate teritoriile pe care le-a câștigat în ultimii cincisprezece ani, lucru care în final s-a întâmplat. Frederic, împreună cu alți prinți germani, s-a alăturat noii Confederații germanice în 1815. 
Frederic a murit la Stuttgart la aproape 62 de ani.

## Arbore genealogic
1. ↑  „Frederic I de Württemberg”, Gemeinsame Normdatei, accesat în 31 decembrie 2014